# Носовое кровотечение
Носовое кровотечение (эпистаксис) — кровотечение из полости носа, которое обычно можно увидеть при истечении крови через ноздри. Различают два типа носовых кровотечений: переднее (наиболее частое) и заднее (менее частое, но требующее большего внимания со стороны врача). Иногда, в более тяжёлых случаях, кровь может подниматься по носослёзному каналу и вытекать наружу через глазницу. Свежая и свернувшаяся кровь может также стекать в желудок, провоцируя тошноту и рвоту.
Носовое кровотечение крайне редко заканчивается летальным исходом; так, в США за 1999 год зафиксировано лишь 4 смерти от эпистаксиса из 2,4 миллиона смертей. Возможно, наиболее известная смерть от носового кровотечения — смерть правителя гуннов Аттилы, захлебнувшегося кровью во сне после бурного застолья по поводу собственной свадьбы.

## Этиология
Причины носовых кровотечений можно разделить на две группы — локальных и системных факторов.

### Локальные факторы
Наиболее распространённые факторы
- Травма носа
- Инородные тела (в том числе «ковыряние в носу»)
- Воспалительные процессы (ОРВИ, хронический синусит, аллергический ринит и т. д.)
- Травма головы (например, выстрел в голову) см. Огнестрельная рана для подробной информации об огнестрельных ранениях.

Другие возможные причины
- Анатомические деформации (например, телеангиэктазии при болезни Рандю — Ослера)
- Вдыхание наркотиков (особенно кокаина)
- Опухоли полости носа (назофарингеальная карцинома и др.)
- Низкая относительная влажность вдыхаемого воздуха (особенно в зимний период)
- Применение носового кислородного катетера (осушает слизистую полости носа)
- Применение назального спрея (особенно стероидного)
- Баротравма
- Оперативное вмешательство (пластика носовой перегородки и др.)

### Системные факторы
Наиболее распространённые факторы
- Аллергия
- Артериальная гипертензия
- Простудные заболевания

Другие возможные причины
- Побочные эффекты лекарственных препаратов (НПВС)
- Употребление алкоголя (вызывает расширение сосудов)
- Заболевания крови (анемии, гемобластозы, ИТП и т. д.)
- Дефицит витамина C или К
- Сердечная недостаточность
- Системные заболевания соединительной ткани
- Заболевания сосудов

## Патофизиология
Носовые кровотечения развиваются при повреждении кровеносных сосудов, которыми богата слизистая полости носа. Повреждение может быть спонтанным или обусловленным травмой. Носовые кровотечения возникают у 60 % населения с наибольшей частотой в возрастных группах до 10 лет и старше 50 лет, чаще у мужчин, чем у женщин. Кровотечения на фоне артериальной гипертензии более продолжительны. Терапия антикоагулянтами и заболевания крови могут как вызывать эпистаксис, так и увеличивать его продолжительность. В пожилом возрасте носовые кровотечения развиваются чаще в связи с более сухой и тонкой слизистой носовой полости, возрастной тенденцией к артериальной гипертензии, меньшей способностью сосудов к сокращению.
У 90—95 % пациентов источником эпистаксиса является передне-нижний отдел носовой перегородки (Киссельбахово сплетение), в 5—10 % наблюдений — средний и задний отделы полости носа. Опасны «сигнальные» носовые кровотечения, для которых характерна внезапность начала, кратковременность и большая кровопотеря. Сигнальные кровотечения могут быть обусловлены разрывом крупного кровеносного сосуда в полости носа, костях лицевого черепа, разрывом аневризмы, распадающейся злокачественной опухолью. Также кровотечение из носа может наблюдаться при лёгочном кровотечении (алая, пенистая кровь), кровотечениях из верхних отделов желудочно-кишечного тракта (тёмная, свернувшаяся).